# Kleine knotszegge
De kleine knotszegge (Carex hartmaniorum, synoniem: Carex hartmanii) is een overblijvend kruid dat behoort tot de cypergrassenfamilie (Cyperaceae). De plant komt van nature voor in Oost-, Noord- en Midden-Europa, Noord-Azië en Noord-Amerika. In Nederland komt de soort alleen voor op Terschelling. De kleine knotszegge staat op de  Nederlandse Rode Lijst van planten als zeer zeldzaam en stabiel of toegenomen.
De plant wordt 30-70 cm hoog en vormt lange wortelstokken. De behaarde bladeren zijn grijs- of blauwgroen en kort toegespitst. De grondstandige bladscheden zijn bruin tot roodbruin en vormen een fijnmazig net.
De kleine knotszegge bloeit in mei en juni. De aar aan de top van de bloeiwijze is 15-35 mm lang en tot 5 mm breed. Deze aar heeft voornamelijk vrouwelijke bloemen, alleen onderaan zitten enkele mannelijke bloemen. De 3 of 4 zijdelings zittende aren hebben enkel vrouwelijke bloemen. De bovenste, zijdelings geplaatste aren zijn ovaal en korter dan de cilindrisch gevormde onderste aren. Ze staan ook dichter bij elkaar. De kafjes van de vrouwelijke bloemen hebben een lang uittredende middennerf. De vrouwelijke bloem heeft drie stempels. Het onderste schutblad is even lang of korter dan de bloeiwijze. Het donkerbruine, toegespitste kafje is ongeveer even lang als de vrucht. Het 2-3 mm lange en 1,5-2 mm brede, kale urntje is duidelijk generfd. Het urntje is een soort schutblaadje dat geheel om de vrucht zit.
De groene vrucht is een driekantig, 2-3 mm lang nootje met een tweetandige snavel.
De plant komt voor in vochtige duinvalleien.